# 超消色差

4種波長的光在超消色差鏡頭的焦平面上，殘留的色差已經接近零。

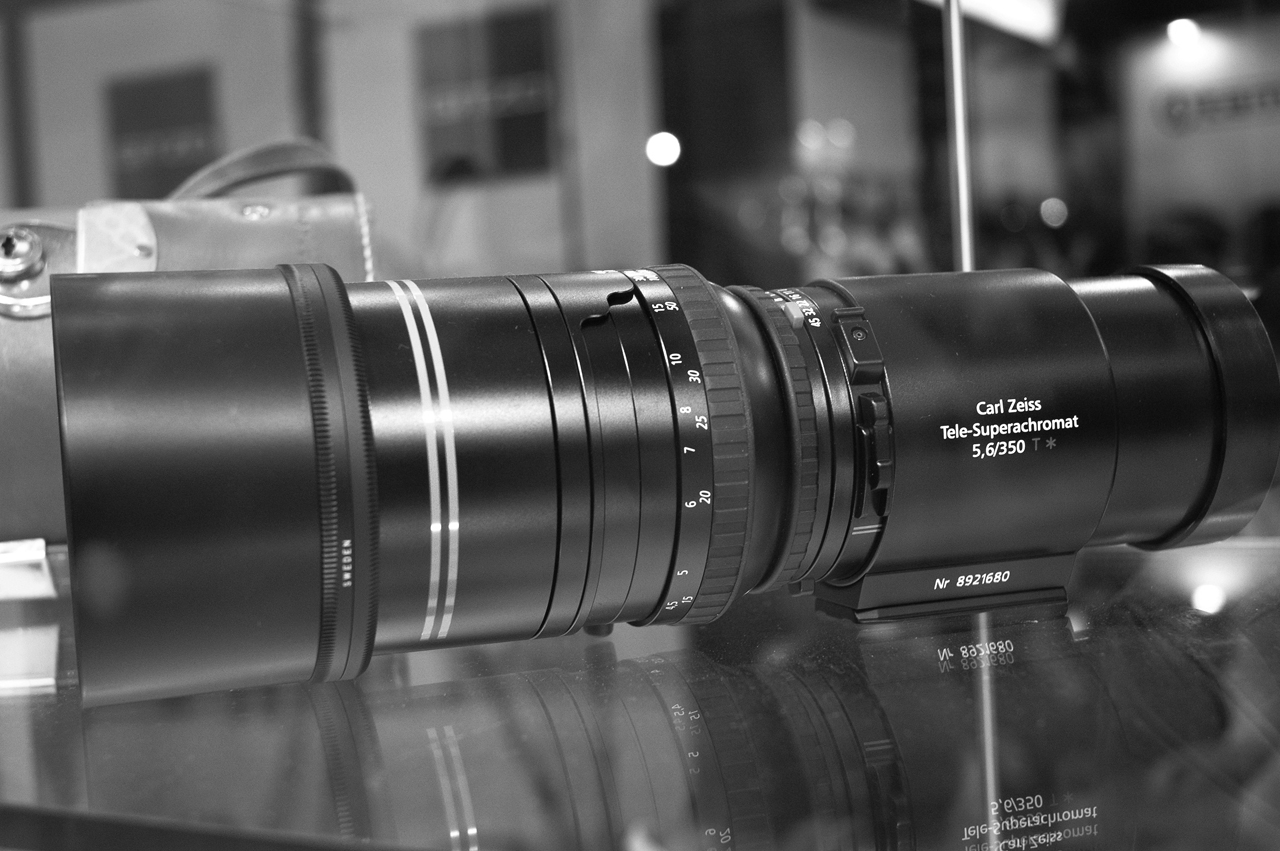
卡爾蔡司的超消色差望遠鏡頭，5.6/350 T*。

超消色差或超消色差透鏡是馬克西米利安·赫茨貝格爾最先構想和發展出來的終極高修正鏡頭。超消色差透鏡的色偏移曲線是四次方程，意味著在理論尚能將4種單獨的色光集中在同一平面上，並同時修正球面像差和像場差。這種近乎完美的色差修正對影片和數位多光譜攝影是非常有幫助的。超消色差透鏡可以將波長0.7至1.0微米的近紅外線和可見光匯聚在相同的焦平面上，而不需要一再的調整焦點。不幸的是，由於對光學玻璃和色散的選擇有限，超消色透鏡必須使用寬容度很小且很昂貴的氟玻璃製造。

## 外部連結
- Carl Zeiss Sonnar Superachromats （页面存档备份，存于）